# Mount Alice Gade
Mount Alice Gade ist ein mehr als 3400 m hoher und überwiegend vereister Berg in der antarktischen Ross Dependency. Er markiert das nordöstliche Ende des Rawson-Plateaus im Königin-Maud-Gebirge.
Der norwegische Polarforscher Roald Amundsen entdeckte ihn im November 1911 im Rahmen seiner Südpolexpedition (1910–1912) und benannte ihn nach einer der Töchter des norwegischen Diplomaten Fredrik Herman Gade (1871–1943), eines Freunds und Unterstützers Amundsens.